# Kamov Ka-50
Kamov Ka-50 „Černý žralok“ (rusky: Камов Ка-50 „Черная акула“; kód NATO: „Hokum A“- Nesmysl A) je sovětský, resp. ruský bitevní vrtulník z počátku 80. let 20. století, který má širokou škálu účinné výzbroje a je schopen operovat ve dne i v noci. Západní přezdívku Hokum (Nesmysl) získal vrtulník pro svou jednomístnost. Západní experti totiž správně usoudili, že jediný člověk není schopen efektivně ovládat jak vrtulník, tak taktiku a použití výzbroje najednou a to ani za použití strojové,  počítačové, asistence na západní úrovni, která se u Ka-50 neočekávala. Za pravdu jim dal další vývoj, směřující k dvoumístné verzi Ka-52.
Vývoj projektu označeného jako V-80 začal roku 1978. Vrtulník měl mít schopnost vedení účinného boje proti nepřátelským tankům při zachování obranyschopnosti proti vzdušným útokům. Vrtulník má mít značnou odolnost vůči ostřelování z běžných pěchotních zbraní, údalně až do zásahu 30 mm tříštivého granátu. 
Let prvního prototypu se uskutečnil 27. července 1982. Vrtulníku Kamov Ka-50 konkuroval typu Mil Mi-28. V roce 1993 byla dána přednost Ka-50 a vývoj Mi-28 byl zastaven, později bylo rozhodnuto o pokračování vývoje a výroby obou typů.
Informace o stroji Kamov Ka-50 byly za sovětské éry tajné. Po pádu železné opony se s vrtulníkem mohli seznámit západní odborníci na Pařížském aerosalonu roku 1992. Do výzbroje ruské armády byl stroj zařazen roku 1995. Roku 1997 vznikl odvozený dvoumístný typ Kamov Ka-52 Alligator, na jehož výrobě se podílejí západní firmy. Také vznikl další, tentokráte rusko–izraelský stroj Ka-50-2 Erdogan určený původně pro turecké ozbrojené síly a o jehož koupi projevilo zájem několik dalších zemí.[zdroj?]

## Varianty
- V-80 Black Shark – firemní označení prototypu Ka-50, který má instalovány motory TV3-117VK
- Ka-50 Werewolf – sériová jednomístná verze (1995).
- Ka-50N Black Shark – druhá jednomístná verze, určená pro boj v noci. Je vybavena televizním systémem pro zesílení zbytkového světla Samšit.
- Ka-52 Alligator – dvoumístná verze představená roku 1997. Zaoblená příď ukrývá mikrovlnný radiolokátor Fazotron.
- Ka-50-2 Erdogan – dvoumístný typ se sedadly za sebou a vybavený izraelskou avionikou a zbraňovými systémy.

## Specifikace (Ka-50)
Technické údaje podle výrobce i analytických organizací:

### Technické údaje
- Posádka: 1
- Délka: 16 m
- Výška: 4,93 m
- Průměr rotoru: 2× 14,5 m
- Plocha rotoru: 330,3 m²
- Prázdná hmotnost: 7 700 kg
- Hmotnost (naložen): 9 800 kg
- Maximální vzletová hmotnost: 10 800 kg
- Pohonná jednotka: 2× turbohřídelový motor Klimov VK-2500, každý o výkonu 1 800 kW (2 400 hp)

### Výkony
- Maximální rychlost: 315 km/h
- Cestovní rychlost: 270 km/h
- Praktický dostup: 6 000 m
- Dolet: 545 km
- Bojový dolet: 470 km
- Přeletový dolet: 1 160 km
- Dostup: 5 500 m
- Počáteční stoupavost: 12 m/s
- Plošné zatížení rotoru: 30 kg/m²
- Poměr výkon/hmotnost: 0,33 kW/kg

### Výzbroj
- Kanony: 1× kanon Šipunov 2A42 ráže 30 mm (460 střel)
- Závěsy: 4 (6 na Ka-52) pod křídly, plus 2 na konci křídel s protiopatřením nebo raketami vzduch-vzduch o kapacitě 2 000 kg, s možnostmi:
  - Rakety: S-8 ráže 80 × 80 mm a rakety S-13 ráže 20 × 122 mm,
  - Střely: 2 × zásobník na střely APU-6, schopný pojmout celkem 12 × protitankové střely 9K121 Vichr, střely vzduch-vzduch Vympel R-73 (NATO: AA-11 Archer), poloaktivní laserem naváděné řízené taktické střely vzduch-země Ch-25
  - Pumy: 4 × 250 kg (550 lb) puma nebo 2 × 500 kg (1 100 lb) puma,
  - Ostatní: 23 mm UPK-23-250 gun pods (240 každý), 500 L (130 US gal) externí přídavná nádrž. Údajně dvojice odpalovacích zařízení pro střely Igla (celkem 4 rakety).
- Dva zásobníky na konci křídel na světlice, 4 výmětnice UV-26